# Isidre Valls i Pallerola
Isidre Valls i Pallerola (Sallent, 16 de desembre de 1858 - Barcelona, 7 de febrer de 1933) fou un empresari i polític català, pare de Ferran Valls i Taberner. Era enginyer industrial i propietari de la colònia tèxtil Valls (Palà Nou), de la de Sant Mateu de Bages-Navars, i més tard de Manufactures Valls, SA.
Fou elegit diputat pel Partit Conservador pel districte de Solsona a les eleccions generals espanyoles de 1899, 1901 i 1903, aliniant-se inicialment amb Francisco Silvela i després amb Camilo Polavieja. Nogensmenys, després donà suport Antoni Maura i Montaner, tot i que també simpatitzà amb la Lliga Regionalista i signà el manifest constitutiu de la Federació Monàrquica Autonomista. Tanmateix, continuà en el Partit Conservador amb el que intentà presentar-se al Senat el 1916, però fou derrotat per una coalició de liberals, encara que sí que aconseguí l'escó per la província de Lleida el 1918-1919 i 1919-1920.